# Ельня (болотный массив)
Е́льня (бел. Балотны масіў Ельня) — болотный массив, один из крупнейших в Беларуси комплексов верховых и переходных болот с многочисленными озёрами. На территории создан заказник Ельня.
В результате мелиорации прилегающих территорий и части болота произошли существенные изменения гидрологических условий комплекса. Прокладка многочисленных каналов и выравнивание рек привели к снижению уровня грунтовых вод, что стало одной из основных причин практически ежегодных крупных пожаров на болоте.
В связи с трудной доступностью и спецификой ландшафтов (около 60 % леса растет на болоте, а сами леса характеризуются низкой производительностью) территория используется человеком ограничено. Лесоэксплуатационные работы ведутся в основном по периферии болотного массива и на минеральных островах, сельскохозяйственная деятельность отсутствует. Территория используется как для промышленных заготовок, так и для любительского сбора грибов и ягод. На озёрах местное население ловит рыбу.

## Физико-географическая характеристика

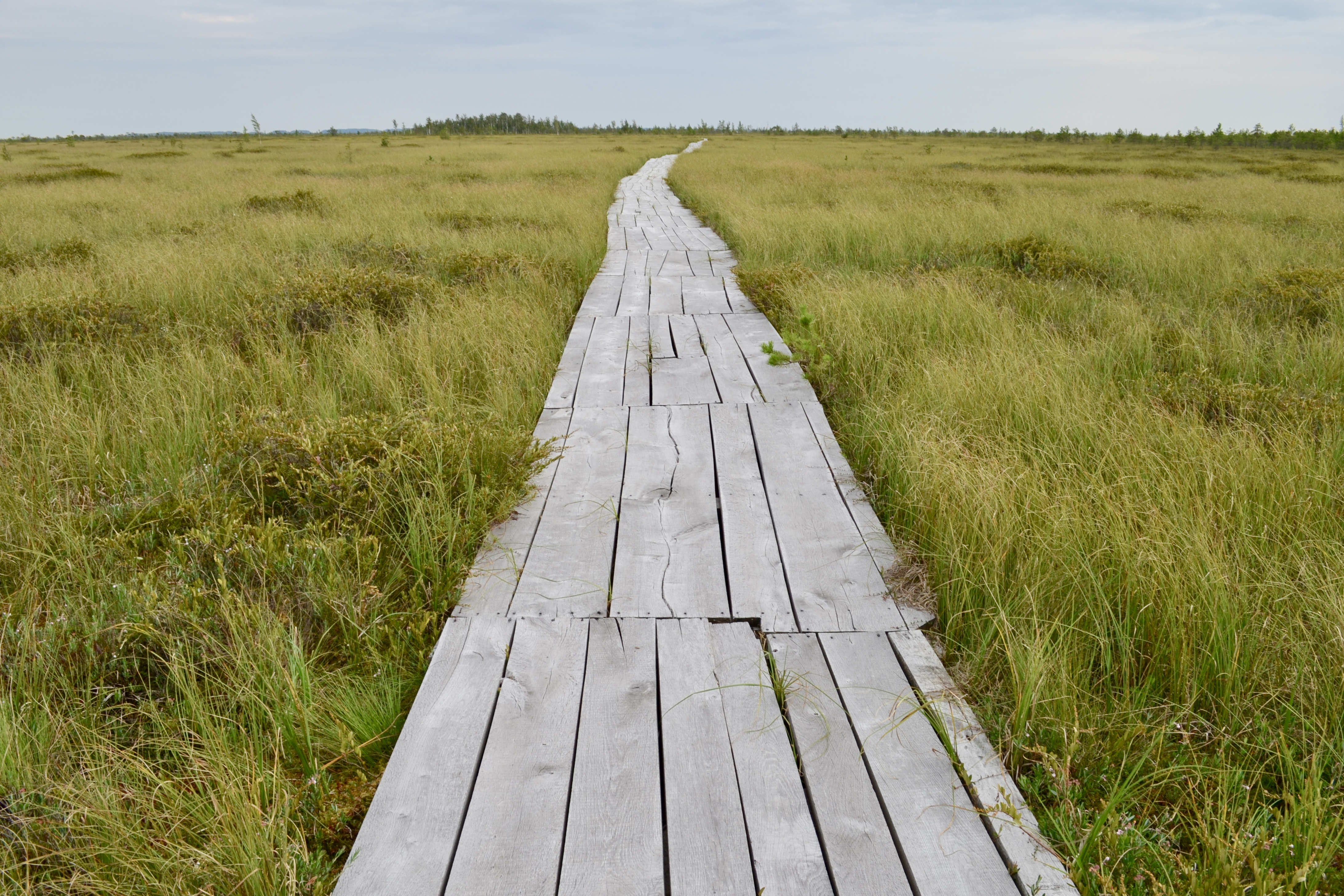
Экотропа в заказнике Ельня

Болото Ельня расположено в пределах Полоцкой низменности. Его площадь составляет приблизительно 20 тыс. га. Территория болота представляет собой водораздел речных бассейнов непосредственно Западной Двины и её притока Дисны. Когда-то здесь существовало крупное озеро, впоследствии подвергшееся заторфованию. Центральная часть образовавшегося болота имеет выпуклую форму и возвышается над периферийными участками на 5—7 метров. Мощность торфяной залежи в среднем составляет 3,8 м, а местами достигает 8,3 метра.
Из болотного массива вытекают три реки — Волта, Бережа и Ельнянка, а в него не впадает ни одной. На территории болота насчитывается более 100 озёр (в том числе Ельня, Чёрное, Белое, Бережа, Яжгиня, Долгое, Плоское, Ближнее, Окнистое, Жучино, Тоболки), которые представляют собой остатки существовавшего когда-то одного большого озера. Большинство из них соединено между собой реками и протоками. Основу водного питания болота составляют грунтовые воды и осадки.
Значительная часть болотного массива заросла невысокой сосной, но встречаются и довольно значительные открытые участки с многочисленными мелкими озёрами и окнами чистой воды. По всему болоту разбросаны небольшие островки, покрытые мелколиственными и хвойными лесами. Растительность на болотной части заказника характерна для верховых болот и представлена сосново-кустарниково-сфагновыми и кустарниково-сфагновыми сообществами.

## Флора
Флора заказника насчитывает 405 видов сосудистых растений, 86 — мохообразных, около 50 — лишайников. Из хвойных деревьев на болоте произрастают сосна и ель, из лиственных — берёза, осина, чёрная ольха, а также липа и дуб.
Из растений, которые растут на территории болота и на минеральных островах в Красную книгу Республики Беларусь включены 2 вида лишайников, 4 — мхов и 18 — сосудистых растений:
- Лишайники: лобария лёгочная (Lobaria pulmonaria), менегацция пробуравленная (Menegazzia terebrata).
- Мохообразные: гимноколея вздутая (Gymnocolea inflata), сфагнум мягкий (Sphagnum molle), дикранум зелёный (Dicranum viride), неккера перистая (Neckera pennata).
- Сосудистые растения: берёза карликовая (Betula nana), берёза приземистая (Betula humilis), клюква мелкоплодная (Vaccinium microcarpum), морошка (Rubus chamaemorus), шпажник черепитчатый (Gladiolus imbricatus), лук медвежий (Allium ursinum), касатик сибирский (Iris sibirica), чина гладкая (Lathyrus laevigatus), мытник скипетровидный (Pedicularis sceptrum-carolinum), сердечник луковичный (Cardamine bulbifera), ива лапландская (Salix lapponum), ива черничная (Salix myrtilloides), та́йник яйцевидный (Listera ovata), хохлатка промежуточная (Corydalis intermedia), ятрышник-дремлик (Anacamptis morio), хохлатка полая (Corydalis cava), осока малоцветковая (Carex pauciflora), баранец обыкновенный (Huperzia selago).

## Фауна
Фауна наземных позвоночных включает 7 видов земноводных, 5 видов пресмыкающихся, 31 вид млекопитающих (большинство из них проживает на периферийных участках болота или посещает его в поисках корма. Отмечается высокая численность обыкновенной гадюки (Vipera berus).
На территории заказника встречается 117 видов птиц, 22 из которых занесены в Красную книгу Республики Беларусь. Характерная черта болотного массива Ельня — наличие разреженных колоний куликов на болоте и многочисленных колоний чайковых на озёрах. Ельня — место гнездования птиц, типичных для комплексов верховых болот: чернозобой гагары (Gavia arctica), белой куропатки (Lagopus lagopus), золотистой ржанки (Pluvialis apricaria), среднего кроншнепа (Numenius phaeopus), гаршнепа (Lymnocryptes minimus) и большого улита (Tringa nebularia). Редкие для Беларуси в общем, они встречаются здесь в значительном количестве. Кроме них на болоте гнездятся дербник (Falco columbarius) и змееяд (Circaetus gallicus). Наиболее типичные хищные птицы — болотный и луговой луни, осоед, ястреб-перепелятник и обыкновенный канюк.
Болотный массив Ельня имеет большое значение как место остановки мигрирующих гусей, уток и журавлей на весенних и осенних пролетах. В это время на водоёмах обычны и многочисленны гуменники (Anser fabalis), белолобые гуси (Anser albifrons), свиязи (Anas penelope), чирки-трескунки (Anas querquedula); встречаются также серый гусь (Anser anser), пискулька (Anser erythropus), шилохвость (Anas acuta), крохали (Mergus).
В Красную книгу занесены следующие виды:
- Насекомые: дозорщик-император, жужелица Менетрие, жужелица блестящая, жужелица золотистоямчатая, жужелица шагреневая, перламутровка фригга, бархатница ютта, желтушка торфяниковая.
- Птицы: чернозобая гагара, чёрный аист, орлан-белохвост, змееяд, беркут, дербник, скопа, чеглок, белая куропатка, серый журавль, золотистая ржанка, гаршнеп, средний кроншнеп, большой кроншнеп, сизая чайка, трёхпалый дятел, большой улит, филин, болотная сова, пискулька, полевой лунь, большой веретенник.
- Млекопитающие: барсук.

По некоторым источникам, на территории болота замечен малый подорлик, также занесённый в Красную книгу Белоруссии.

## Неблагоприятные факторы
Наиболее опасным деструктивным фактором является понижение уровня грунтовых вод в результате прокладывания каналов среди болота, выравнивания рек и осушения периферийных участков болота. Нарушение гидрорежима приводит к учащению пожаров, изменению видового состава флоры, зарастания открытых участков болот кустарниками и лесом. Помимо непосредственного ущерба, снижение уровня грунтовых вод сделало болото более доступным для человека весной. Нерегламентированный сбор клюквы не только приводит к серьёзному повреждению напочвенного покрова и снижает кормовую базу для многих видов птиц, но и провоцирует рост деструктивного фактора беспокойства. В результате уменьшается площадь типичных болотных экосистем, комфортных для птиц, которые здесь гнездятся и останавливаются во время миграций. Кроме того, разрушаются гнёзда многих видов птиц, в том числе и занесённых в Красную книгу.
В 2002 году на территории Ельни произошёл особо разрушительный пожар, уничтоживший растительность на 80 % площади болота.

## Защита экосистемы
Для охраны природного комплекса в 1968 году был организован гидрологический заказник «Ельня». В настоящее время заказник Ельня входит в список заказников Белоруссии республиканского значения и в список Рамсарских угодий Белоруссии.
К настоящему времени на территории болота воздвигнуто несколько десятков бревенчатых плотин, позволяющих поддерживать постоянный уровень воды на отдельных водотоках. С целью уменьшения ущерба от перемещения людей оборудована экологическая тропа длиной 1,5 км и шириной 1,5 м.

Панорама болота с экологической тропы